# Pleasure to Kill
Pleasure to Kill – drugi album studyjny grupy Kreator wydany w 1986 roku.

## Twórcy
- Mille Petrozza - gitara elektryczna, śpiew
- Jürgen Reil - perkusja, śpiew
- Rob Fioretti - gitara basowa

## Lista utworów
| Nr | Tytuł utworu                  | Długość |
| -- | ----------------------------- | ------- |
| 1. | „Choir of the Damned (Intro)” | 1:40    |
| 2. | „Ripping Corpse”              | 3:36    |
| 3. | „Death Is Your Saviour”       | 3:58    |
| 4. | „Pleasure to Kill”            | 4:11    |
| 5. | „Riot of Violence”            | 4:56    |
| 6. | „The Pestilence”              | 6:58    |
| 7. | „Carrion”                     | 4:48    |
| 8. | „Command of the Blade”        | 3:57    |
| 9. | „Under the Guillotine”        | 4:38    |
|    |                               | 38:42   |